# 5463 Danwelcher
5463 Danwelcher è un asteroide della fascia principale. Scoperto nel 1985, presenta un'orbita caratterizzata da un semiasse maggiore pari a 2,2467754 UA e da un'eccentricità di 0,1406772, inclinata di 3,81140° rispetto all'eclittica.